# Сейсінський десант
Сейсінська десантна операція відбувалася в часі з 13 по 17 серпня 1945 року та була здійснена силами Тихоокеанського флоту у перебігу радянсько-японської війни.

## План проведення операції
У часі з 11 по 13 серпня двома десантами радянські війська займають на корейському узбережжі морські порти — Расін та Юкі. Після успішних проведень цих десантів командуючий фронтом адмірал Іван Юмашев наказує провести висадження наступного морського десанту в порт Сейсін. На відміну від попередніх портів Сейсін був добре укріпленим та мав потужний японський гарнізон — загальна кількість військових сягала 4000, окрім того, до порту швидкими темпами відступали розбиті підрозділи японської 3-ї армії (командував генерал Кейсаку Муракамі) Квантунської армії. З огляду на успішний розвиток наступу Першого Далекосхідного фронту (командуючий — маршал Кирило Мерецков) іще 12 серпня наказує відмінити десант в Сейсін.
Проте керівництво фронту не переривало підготовку до десанту, рахуючи можливим успіх попередніх десантів; Юмашев зміг отримати дозвіл на проведення десантної операції від головнокомандуючого радянськими військами на Далекому Сході маршала Олександра Василевського. Оскільки після рішення Мерецкова про відміну операції до флоту не відряджається раніше планована стрілецька дивізія, тому чисельність десанту обмежується бригадою морської піхоти та окремими підрозділами. Юмашев, щоб вирівняти малочисленність, наказує перед висадженням провести потужну авіаційну підготовку та удари торпедних катерів по порту — щоденні удари з 9 по 13 серпня. Однак незмінним залишався сам задум операції — попереднє висадження розвідувальних груп з подальшим нарощуванням чисельності десанту; таким чином, передовий загін чисельністю приблизно в роту, мав прийняти бій з кількатисячним противником.

## Сили сторін та підготовка до десантування
Загалом для проведення операції виділялося 18 торпедних катерів, 12 десантних кораблів, 8 сторожових кораблів, 7 тральщиків, 7 транспортів, 2 катерів «малий мисливець», 1 міноносець, 1 мінний загороджувач. Для авіаційної підтримки виділявся 261 літак — 188 бомбардувальників та 73 винищувачі. Командиром загону висадки був призначений каперанг А. Ф. Студеничников, загону десантного — генерал Василь Трушин; загальне керівництво здійснював адмірал Юмашев.
В порту знаходився японський піхотний батальйон, офіцерська школа, особовий склад військово-морської бази. В перебігу операції чисельність японських вояків кількаразово збільшилася за рахунок відступаючих частин Квантунської армії — спочатку прилучилося 2 полки, потім підійшла ще піхотна дивізія. У боях за Сейсін японськими силами керував начальник Рананського укріпленого району генерал Сокіті Нісівакі.
Починаючи 9-м серпня радянська авіація здійснює по порту Сейсін щоденні удари, в яких — по радянських даних — було потоплено 10 японських кораблів; екіпажі торпедних кораблів повідомляли про потоплення ними ще 6-х кораблів.
12 серпня декілька катерів увірвалися в гавань та здійснили розвідку, встановивши, що японських бойових кораблів там нема, однак чисельність сухопутних сил встановлена не була. Після цього керівництво флоту приймає рішення розпочати десантну операцію, не чекаючи повного завершення боїв в Расіні та переведення звідти стрілецьких флотських сил. Командним пунктом залишився досить віддалений від Сейсіна Владивосток, це позбавило флотське керівництво можливості оперативного реагування при зміні обставин.

## Бойові дії 13— 14 серпня
Вдень 13 серпня до порту Сейсіна увійшло 10 торпедних катерів під керівництвом капітан-лейтенанта В. І. Марковського, з яких під прикриттям димової завіси було висаджено 140-й розвідувальний загін штабу Тихоокеанського флоту під керунком Героя Радянського Союзу лейтенанта Віктора Леонова та рота автоматників зі складу 13-ї бригади морської піхоти, загалом 181 чоловік, командир загону — начальник розвідувального відділу штабу флоту полковник А. З. Денисін; після висадження 2 катери лишилися для прикриття з моря, решта кораблів повертаються у Владивосток.
Після висадження десант скористався несподіванкою та швидко займає порт й прилягаючі міські квартали, проте в швидкому часі почалися японські контратаки, спочатку розрізнені та невпорядковані. В досить швидкому часі японське керівництво відновлює порядок, розпочався організований наступ проти десантників, становище десантованих значно погіршилося — загін було розполовинено та притиснено до берега в незнайомому місті.
По 18-й годині на 7 катерах було довезено ще кулеметну роту — 90 бійців, що висадилися в стороні від місця бою, на з'єднання із розвідувальним загоном не змогли пробитися, зазнавши значних втрат, вимушено вели бій на причалах; таким чином, обидва десанти були на межі загибелі.
Разом з тим командуючий флотом до кінця дня споряджає ще один загін, що рушив з Владивостоку — сторожовий корабель та 2 тральщики із 355-м окремим батальйоном морської піхоти на борту що, однак, міг дістатися до Сейсіна лише на наступну добу. Уходів боїв виявився ще один великий прорахунок — у складі десанту не знаходилося авіаційних коректувальників, через це радянська авіація проводила удари далеко від місця бою, щоб не нашкодити десантникам; тобто авіаційна підтримка десанту як така була відсутньою. Протягом ночі 3 групи десантників вели напружені бої, відбиваючи постійні контратаки при нестачі набоїв.
Вранці 14 серпня загін кораблів, що слідував із Владивостока, досягає Сейсіна та висаджує 710 чоловік батальйону морської піхоти під керунком майора М. П. Бараболька, котрий відразу повів десантників у атаку. Після цього радянський день вдруге з боєм входить до міста та зміг просунутися вглиб на 1-3 кілометри. Японське керівництво вводить до бою свіжі сили й за допомоги бронепоїзда до ночі змогли витіснити радянських бійців до порту, де вони утримували плацдарм глибиною в 1 кілометр та 2 км по фронту; частина бійців вела відокремлено бій на пірсах, іще кілька груп бійців теж були відрізані та відокремлено оборонялися у окремих будинках і на висотах. Окрім того, командир загону не володів обстановкою на місцевості, через що батальйон морської піхоти був висаджений в стороні від усіх 3-х передових груп десанту, що тримали бій в місті, та не зміг до них прилучитися.
В стані такої критичної ситуації із екіпажів кораблів спішно формується загін добровольців — 25 чоловік, керував капітан 3-го рангу Георгій Терновський, та висаджується не берег. За ніч було відбито 14 японських атак; кораблі, що прибули того дня до порту, залишалися в гавані та підтримували артилерійським вогнем десант; через погані метеорологічні умови тільки 2 радянські бомбардувальники здійснили виліт на Сейсін, причому бомбометання здійснили, не бачачи цілей.

## Перебіг боїв 15— 17 серпня
14 серпня вночі із Владивостока виходить головний загін — 23 кораблі й катери із 13-ю бригадою морської піхоти на борту, пізніше — есмінець «Войков» та великий десантний корабель з 7-ма танками Т-26.
Близько 4-ї ранку 15 серпня кораблі з головним десантом — до 5000 бійців — входять до порту Сейсіна та починають висадку під сильним обстрілом на зайнятий раніше десант. Японські сили весь час збільшувалися за рахунок відступаючих сил, тому навіть введення новоприбулої бригади не переламав ходу бою, лише в середині дня за допомогою танків та артилерійського вогню кораблів, котрим був пошкоджений японський бронепоїзд та змушено відійшов від бою, по цьому врешті був зачищений порт та десант почав болї по зайняттю міста. До вечора в боях радянські війська перебрали контроль над містом та розблокували десантні групи, що вже 2 доби вели бої в оточенні. Проте напружені бої продовжувалися на оточуючих місто висотах; в тому часі до порту прибуває генерал Сергій Кабанов та перебирає керівництво на себе.
До того часу становище з авіаційною підтримкою не було виправлене, тому з покращенням погоди повітряна компонента посилюється, літаки флоту здійснили 157 вильотів. Однак знову авіаудари здійснювалися без дій з десантом, а по японських тилах та скупченнях сил противника, радянські льотчики змогли зруйнувати залізничну станцію на околиці міста, де було знищено й бронепоїзд.
Днем 15 серпня з Владивостока рушає черговий загін — 3 транспорти, 2 тральщики, 1 есмінець, 1 сторожовий та 1 прикордонний катер з третім ешелоном десанту — 615 бійців при 60 гарматах й мінометах з 94 автомобілями.
Майже всі кораблі залишалися в гавані Сейсіна та здійснювали артилерійську підтримку дій десанту. Японські сили намагалися здійснювати протидію радянському десанту вогнем вцілілої берегової артилерії та одиночними нальотами літаків; один тральщик підірвався та отримав ушкодження на виставлених раніше у гавані американських морських мінах.
16 серпня третій ешелон десанту прибуває до Сейсіна, при цьому 2 тральщики підірвалися на мінах та отримали значні ушкодження. Після осягнення того, що японські сили явно недооцінено, керівництво флоту намагається посилити збройну складову десантованих, для цього в Сейсін доставляється під охороною сторожового корабля десантна баржа з іще 7 танками Т-26 та 2 автомобілями. Після цього з Владивостока вирушає незапланований початковим планом операції загін кораблів — 6 десантних суден, 1 сторожовий корабель, 1 тральщик, 1 корабель, на якому знаходився 205-й стрілецький полк та бойова техніка.
Протягом дня здійснювали наступальні дії в північному та північно-західному напрямах від Сейсіна; японські війська поблизу міста отримують указ імператора Японії про припинення опору. Деякі частини японців відмовилися скласти зброю, однак організований опір практично припинився до кінця дня, деякі частини почали здаватися в полон.
17 серпня до Сейсіну прибувають всі кораблі, що напередодні вийшли із Владивостоку та здійснили висадку; відбилися кілька невеликих сутичок з окремими японськими групами та підрозділами. Японські вояки здавалися в полон, деякі намагалися прорватися сушею в південному напрямі. По 11-й годині до десантних позицій наблизився передовий загін 25-ї армії, котрою керував генерал Іван Чистяков 1-го Далекосхідного фронту.
Із зайнятого Сейсіну були здійснені подальні десанти — Одесінський та Гендзанський.

## Втрати сторін, підсумки та значення операції, відзначення
В радянській історіографії переважала думка, що серед японських сил було 3000 вбитих та полонених солдатів й офіцерів, збито 4 літаки, знищено 1 бронепоїзд, у гавані Сейсіна захоплено 27 транспортів та танкерів. Дослідники 21 століття вказують на приблизно 500 японців вбитими та 385 пораненими.
Радянські втрати оцінюються в 250—300 чоловік вбитими, пораненими та пропалими безвісти; від мін отримали пошкодження 3 тральщики та 2 транспорти. Особливо відмічалися за підтримку десанту команди мінного загороджувача «Аргунь», ескадреного міноносця «Войков», сторожового корабля «Заметіль», фрегата ЕК-9, командир останнього капітан-лейтенант Володимир Михайлін в подальшому став адміралом.
Загалом силами флоту було знищено від 1 до 2-х батальйонів піхоти, 13 вогневих точок, 8 дзотів, придушено вогонь 13-ти артилерійських й мінометних батарей та 2-х зенітних, збито 2 літаки та пошкоджено бронепоїзд.
Авіація з 13 по 16 серпня здійснила у напрямі Сейсіна 429 літаковильотів, однак їхні результати були незначними через відсутність зв'язку та координації дій з десантом. Серед головних втрат у японських військових стали знищений бронепоїзд, 4 залізничні ешелони, 14 автомобілів з технікою та військовими, 2 нафтосховища, промислові будови та мости в околицях міста.
У повітряних боях було збито 2 японські літаки, з радянського боку — підбитий бомбардувальник Іл-4 здійснив вимушену посадку на воду, 1 льотчик загинув.
Кілька сотень радянських бійців та командирів за участь в операції були вдостоєні радянських бойових нагород. Командир 140-го розвідувального загону став двічі Героєм СРСР. Званням Героя СРСР було вдостоєно 16 чоловік, це:
- командир взводу розвідувального загону Макар Бабиков,
- капітан-лейтенант Леонід Балякін,
- командир батальйону майор Михайло Бараболько,
- капітан третього рангу Михайло Беспалов,
- командир кулеметного відділення морської піхоти сержант Костянтин Бірюля,
- командир 34-го бомбардувального полку майор Микола Друздєв,
- комсорг роти червонофлотець Олександр Комаров,
- співробітник СМЕРШ Владивостоцького морського оборонного округу лейтенант Михайло Кригін (посмертно),
- капітан-лейтенант Леонід Миронов,
- старшина 2-ї статті Володимир Мойсеєнко, командир взводу розвідувального загону мічман Олександр Никандров,
- капітан третього рангу Лев Пантелеєв,
- капітан третього рангу Георгій Терновський,
- командир бригади генерал-майор Василь Трушин,
- санінструктор старший матрос Марія Цуканова (посмертно),
- командир роти автоматників старший лейтенант Іван Яроцький.

13-та бригада морської піхоти, 355-й та 365-й окремі батальйони морської піхоти, 34-й бомбардувальний авіаційниполк Тихоокеанського флоту та 140-й розвідувальний загін отримали почесні звання гвардійських.
10-та авіаційна дивізія пікіруючих бомбардувальників Тихоокеанського флоту отримала почесне найменування «Сейсінська».
1979 року в Фокіно встановлено пам'ятник на честь Марії Цуканової, де також викарбувано імена ще 75 героїв.
У радянській літературі операція описувалася як необхідна та успішна, з 1990-х років стали з'являтися й інші оцінки — із огляду на цілу низку провальних моментів в її перебігу.